# Новая Борщёвка (Лоевский район)
Новая Борщёвка (бел. Новая Баршчоўка) (до 25 декабря 1962 года Борщёвка) — деревня в Малиновском сельсовете Лоевского района Гомельской области Беларуси.
В результате катастрофы на Чернобыльской АЭС подверглась радиационному загрязнению и отнесена к категории населённых пунктов с правом на отселение. На юге граничит с лесом.

## География

### Расположение
В 24 километрах на северо-запад от Лоева, 60 километрах от железнодорожной станции Речица (на линии Гомель — Калинковичи), 94 км от Гомеля.

### Гидрография
На севере и западе мелиоративные каналы.

## Транспортная сеть
Транспортные связи по просёлочной, затем автомобильной дороге Лоев — Речица. Планировка состоит из прямолинейной улицы, близкой к меридиональной ориентации, к которой с запада присоединяется Г-образная. улица. Застройка преимущественно двусторонняя, деревянная, усадебного типа.

## История
Обнаруженное археологами городище (в 2 километрах на восток от деревни, в урочище Комитет) свидетельствует о заселении этих мест с давних времён. По письменным источникам известна со второй половины XIX века. В 1908 году деревня Борщёвка в Ручаёвской волости Речицкого уезда Минской губернии.
С 8 декабря 1926 года центр Борщёвского, с 30 июля 1963 года до 3 декабря 1981 года Новоборщёвского сельсоветов Лоевского, с 25 декабря 1962 года Речицкого, с 30 июля 1966 года Лоевского районов Речицкого, с 9 июня 1927 года Гомельского (до 26 июля 1930 года) округов, с 20 февраля 1938 года Гомельской области.
В 1926 году действовала начальная школа. В 1930 году организован колхоз Гомельский Пролетарий, работали кирпичный завод (с 1933 года), паровая мельница, кузница, лесопилка, сукновальня. Во время Великой Отечественной войны оккупанты создали в деревне свой гарнизон, разгромленный партизанами. В 1943 году каратели сожгли 104 двора и убили 3 жителей. В боях около деревни погибли 413 советских солдат 65-й армии, в их числе Герой Советского Союза Д. Азизов (похоронены в братской могиле в центре деревни). На фронтах и в партизанской борьбе погибли 139 жителей из деревень Новая Борщёвка, Дуброва, Иваньков, Бодрый, Островы, Буда Петрицкая, посёлка Кирово, память о них увековечивает скульптура солдата, установленная в центре деревни в 1963 году. Согласно переписи 1959 года в составе колхоза имени К. Маркса (центр — деревня Малиновка). Располагались средняя школа, клуб, библиотека, фельдшерско-акушерский пункт, магазин, отделение связи.

## Население

### Численность
- 1999 год — 111 хозяйств, 270 жителей.

### Динамика
- 1908 год — 83 двора, 584 жителя.
- 1926 год — 764 жителя.
- 1940 год — 161 двор, 649 жителей.
- 1959 год — 450 жителей (согласно переписи).
- 1999 год — 111 хозяйств, 270 жителей.